# François Alfonsi
François Alfonsi (ur. 14 września 1953 w Ajaccio) – francuski polityk, matematyk, poseł do Parlamentu Europejskiego VII i IX kadencji.

## Życiorys
Z wykształcenia matematyk, ukończył studia inżynierskie w Grenoble. Pracował jako nauczyciel w korsykańskich szkołach. Brał udział w tworzeniu agencji ekologicznej ADEME, gdzie następnie podjął zatrudnienie. W latach 1987–1998 pełnił funkcję posła do Zgromadzenia Korsyki. Został rzecznikiem prasowym umiarkowanie nacjonalistycznej Partii Narodu Korsykańskiego. W 2002 objął urząd mera miasta Osani, powoływany też na kolejne kadencje.
W wyborach w 2009 z listy Europe Écologie uzyskał mandat deputowanego do Parlamentu Europejskiego VII kadencji. Zasiadł w grupie Zielonych – Wolnego Sojuszu Europejskiego oraz Komisji Rozwoju Regionalnego. Mandat wykonywał do 2014. W tym samym roku został przewodniczącym Wolnego Sojuszu Europejskiego (pełnił tę funkcję do 2018). W 2019 z listy ekologów ponownie został wybrany do Europarlamentu.